# Hafen Lichterfelde

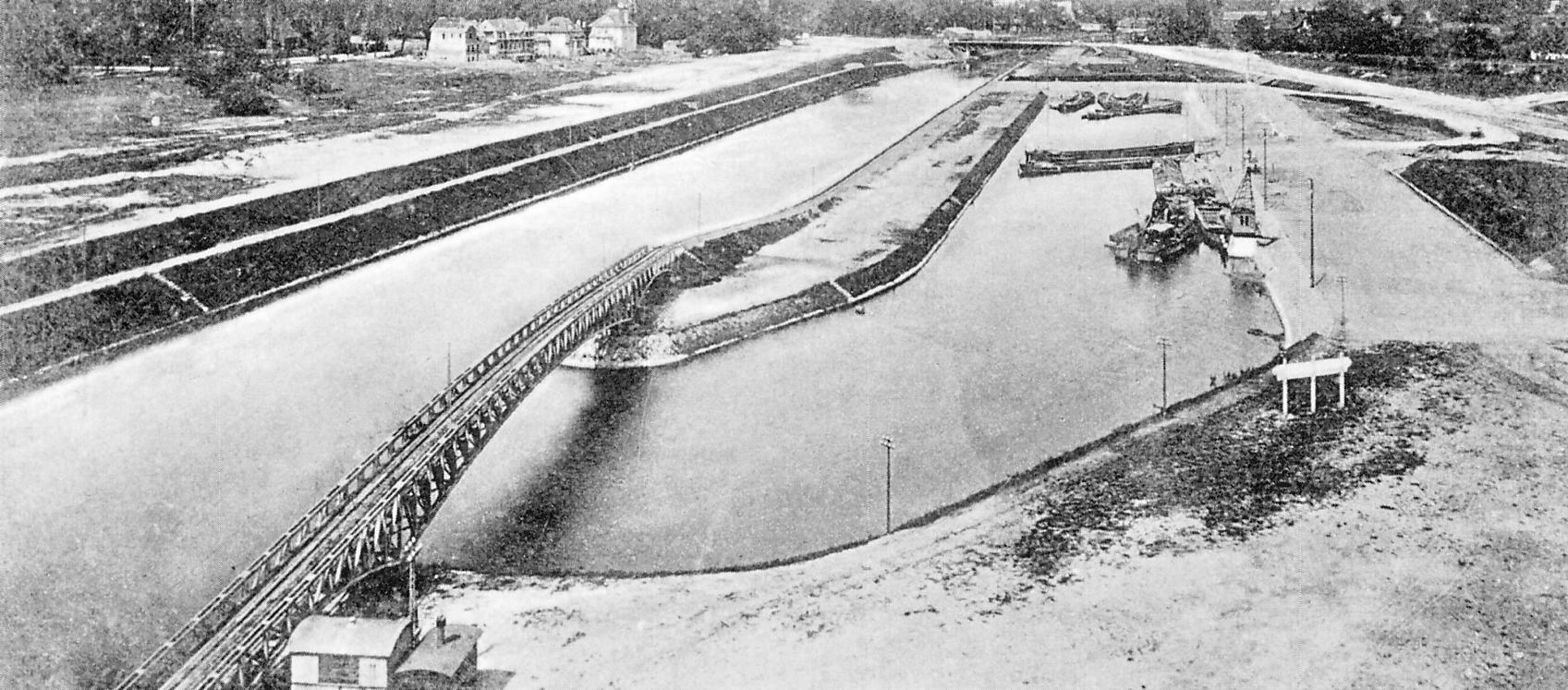
Der Binnenhafen Berlin-Lichterfelde am Teltowkanal mit der ehemaligen Treidelbrücke über der Hafeneinfahrt direkt nach seiner Erbauung im Jahre 1906

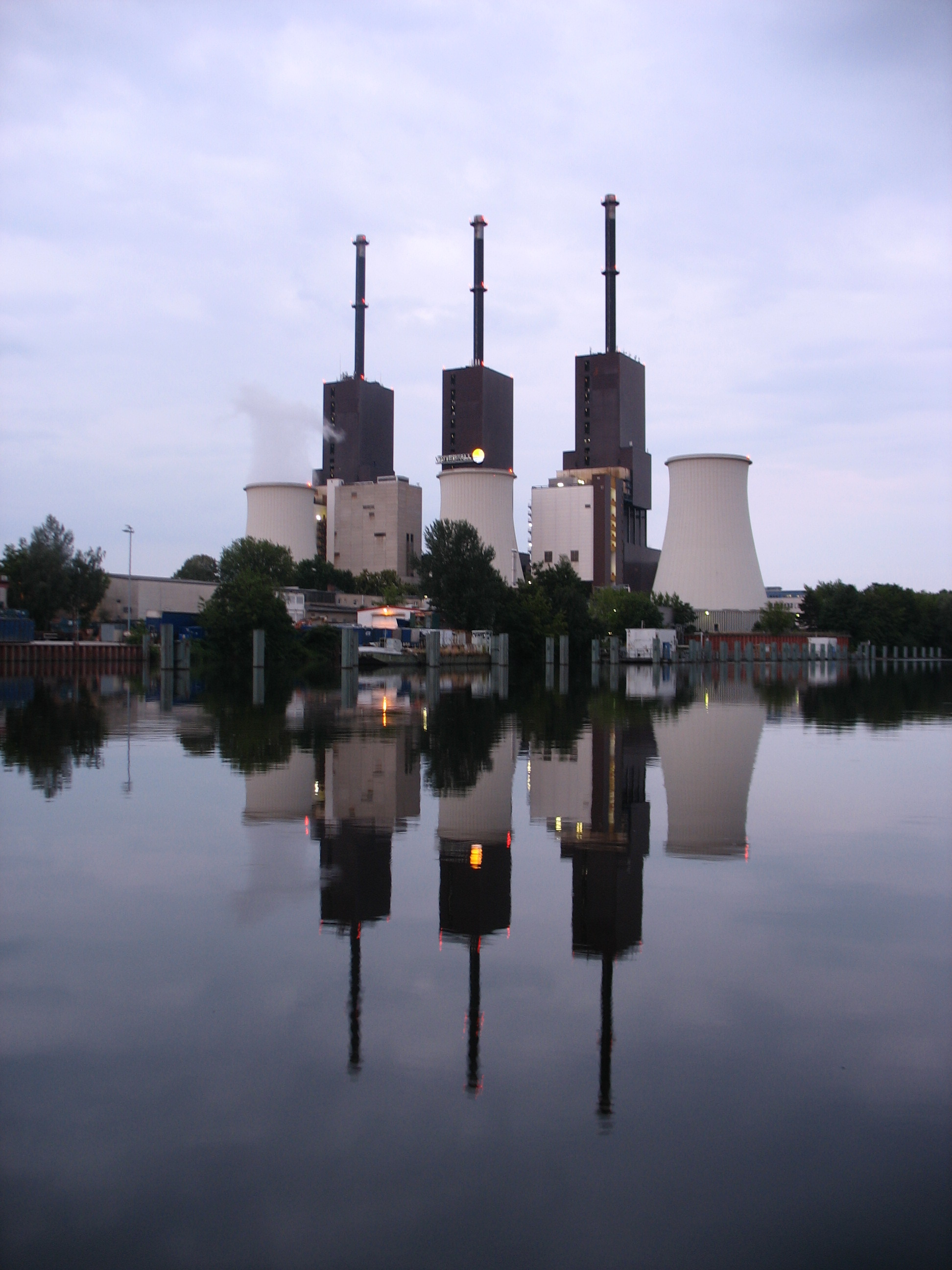
Blick über den Hafen nach Süden mit der ehemaligen Entladestelle für Tankschiffe

Der Hafen Lichterfelde ist ein Binnenhafen des Teltowkanals im Ortsteil Lichterfelde des Berliner Bezirks Steglitz-Zehlendorf.

## Geschichte
Beim Bau des Teltowkanals in den Jahren 1900 bis 1906 wurde er angelegt als einer von fünf größeren Häfen am Kanal (neben Steglitz, Tempelhof, Mariendorf und Britz-Ost). Die bauliche Abtrennung des Hafens vom Kanal war erforderlich, um die Treidelbahn direkt am Ufer entlangführen zu können. Sie wurde auf einer Brücke über die Hafeneinfahrt geführt. An der östlichen Hafenseite wurde die Hafenstraße angelegt, die 1921 in Am Hafen und 1961 in Barnackufer umbenannt wurde.
Der Treidelbetrieb, der das Kanalufer und die Kanalsohle vor Beschädigungen durch die Sog- und Propellerwirkung der Schleppdampfer der damaligen Zeit schützen sollte, wurde nach dem Zweiten Weltkrieg nicht wieder aufgenommen. Der Damm zwischen Kanal und Hafen, auf dem die Treidellokomotiven fuhren, wurde später (nach 1961, wahrscheinlich um 1970) abgetragen, sodass das Hafenbecken seitdem direkt am Teltowkanal liegt. Mit dem Bau des Heizkraftwerkes wurde der Platz als Liege- und Löschstelle für die heizölliefernden Tankschiffe benötigt.
Im Jahre 1950 wurde die Zufahrt in den Teltowkanal von Westen her durch die DDR gesperrt. Bis 1981 war der Hafen nur auf einem langen Umweg von Osten her über die Havel, die Spree und den Britzer Verbindungskanal erreichbar, was seine Benutzung unattraktiv machte. 
Der Hafen gewann wieder an wirtschaftlicher Bedeutung, als 1970/74 das Heizkraftwerk Lichterfelde, das damals größte Heizkraftwerk der Bewag in West-Berlin, unmittelbar am Hafen Lichterfelde erbaut wurde. Der Hafen und der Teltowkanal ermöglichten den Antransport von Heizöl, das als Brennstoff benötigt wurde, und die Versorgung der Anlagen mit Kühlwasser. Seit 1998 der letzte Block des Kraftwerks auf Erdgas umgestellt worden ist, wird der Hafen durch das Kraftwerk nicht mehr genutzt. 
Heute gibt es im Hafen Lichterfelde nur noch eine temporäre Schrottverladestelle und einige Bootsanleger.